# Hłewacha
Hłewacha (ukr. Глеваха) – osiedle typu miejskiego na Ukrainie w rejonie fastowskim obwodu kijowskiego.
W 1978 liczyła 9,4 tys. mieszkańców.
W 1989 liczyła 10 755 mieszkańców.